# 博尔派尔 (旺代省)
博尔派尔（法語：Beaurepaire，法語發音：[boʁpɛʁ]）是法国卢瓦尔河地区大区旺代省的一个市镇，属于永河畔拉罗什区。

## 地理
博尔派尔（46°54'38"N, 1°5'20"W）面积24.19 平方千米，位于法国卢瓦尔河地区大区旺代省，该省份为法国西部沿海省份，北起大西洋卢瓦尔省和曼恩-卢瓦尔省，西临大西洋，南至滨海夏朗德省，东部及东南部与德塞夫勒省接壤。
与博尔派尔接壤的市镇（或旧市镇、城区）包括：巴佐日昂帕耶、拉戈布勒蒂耶尔、莱塞比耶、圣菲尔让。

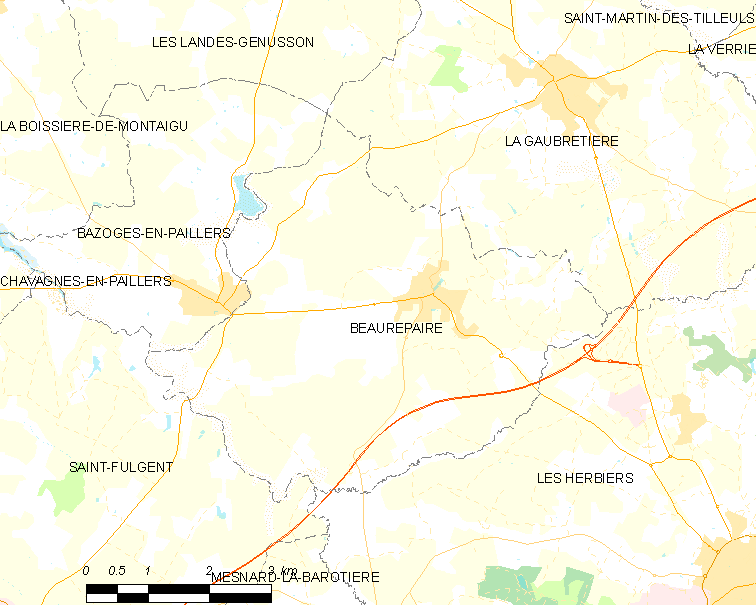
的OSM定位图

博尔派尔的时区为UTC+01:00、UTC+02:00（夏令时）。

## 行政
博尔派尔的邮政编码为85500，INSEE市镇编码为85017。

## 政治
博尔派尔所属的省级选区为塞夫尔河畔莫尔塔涅县。

## 人口

1962-2008年间人口变化图示

博尔派尔于2022年1月1日时的人口数量为2406人。